# 曾凡一
曾凡一（1968年1月—），女，广东顺德人，中国发育生物学家，上海交通大学医学遗传研究所研究员。主要从事哺乳动物胚胎发育研究。她也是一位能作曲、会弹钢琴的女低音歌唱家。

## 生平
1968年生于上海。父亲曾溢滔毕业于复旦大学遗传学研究所，1995年当选中国工程院院士。母亲黄淑帧亦从事医学遗传研究，后来成为上海交通大学附属儿童医院终身教授。
1986年，曾凡一考入上海科学技术大学生物医疗专业。1988年赴美国聖地牙哥加利福尼亞大學留学，用3年时间修完了4年的课程。2005年在宾夕法尼亚大学获医学、理学双博士学位。后回国与父母一起从事科研工作。2009年，与中国科学院动物研究所合作，利用iPS细胞获得了具有繁殖能力的小鼠“小小”，首次证明了iPS细胞具有和胚胎干细胞相似的多能性。这项成果在《自然》上发表，被美国《时代》周刊评为2009年世界十大医学突破之一。

## 荣誉
- 上海市卫生系统第十一届“银蛇奖”三等奖（2007年）[4]
- 首届第三世界妇女科学组织女青年科学家奖（2010年）[5]
- 第六届“中国青年女科学家奖”（2010年）[6]
- 第五届“谈家桢生命科学奖”创新奖（2012年）[7]
- 中国科学院杰出成就奖（2013年）[8]